# 小行星4553
小行星4553（4553 Doncampbell）是一颗绕太阳运转的小行星，为主小行星带小行星。该小行星于1982年9月15日发现。

## 轨道参数
小行星4553的轨道半长轴为2.6174967 UA，离心率为0.141。